# Szaki (okręg mariampolski)
Szaki (lit. Šakiai) – miasto na Litwie, położone 65 km na zachód od Kowna i 50 km na północ od Mariampola, niedaleko rzeki Szeszupy.

## Historia
Wieś Szaki została po raz pierwszy wspomniana w dokumentach w 1599 roku. W 1719 znajdował się tam już kościół, w 1805 zbudowano kirchę. Prawa miejskie nadano w 1776 roku. Miasto zostało poważnie zniszczone podczas II wojny światowej.
W mieście zachował się stary układ przestrzenny z czworokątnym rynkiem i promieniście biegnącymi ulicami. Głównym zabytkiem jest kościół pw. św. Jana Chrzciciela z 1940 roku.
Podczas okupacji hitlerowskiej na początku lipca 1941 roku Litwini utworzyli getto dla żydowskich mieszkańców. Przebywało w nim około 900 osób. 13 września 1941 roku zlikwidowano getto, a Żydów zamordowano niedaleko miejscowości. Sprawcami zbrodni byli litewscy policjanci. 
W Szakach urodził się Zygmunt Kęstowicz (1921–2007) – polski aktor teatralny i filmowy.